# Go Bowling at The Glen
Das Go Bowling at The Glen ist ein Rennen in der NASCAR Cup Series und findet auf der Rennstrecke Watkins Glen International in Watkins Glen, New York statt. Neben dem Toyota/Save Mart 350 und dem Grant Park 165 ist es eines von nur drei Rennen auf konventionellen Straßenkursen.
Über die Jahre wurde die Renndistanz mehrfach verändert. So betrug sie beim ersten Rennen in der Saison 1957 insgesamt 101,2 Meilen bei 44 Runden mit einer Rundenlänge von 2,3 Meilen. In den Saisons 1964 und 1965 wurde die Rennlänge auf 66 Runden und eine Distanz von 151,8 Meilen verlängert. Nachdem NASCAR in der Saison 1986 wieder nach Watkins Glen zurückgekehrt war, wurden bis 1991 jeweils 90 Runden auf dem 2,428 Meilen langen Kurs gefahren, so dass die Renndistanz 218,52 Meilen betrug. Mit Einbezug der Schikane ab 1992 verlängerte sich eine Runde auf 2,454 Meilen, so dass die Renndistanz seitdem bei 220,86 Meilen liegt.

## Sieger
| Jahr                                     | Datum           | Fahrer             | Hersteller       | Preisgeld (USD) | Distanz (Meilen) | Renndurchschnitt (mph) |
| ---------------------------------------- | --------------- | ------------------ | ---------------- | --------------- | ---------------- | ---------------------- |
| The Glen 101.2                           |                 |                    |                  |                 |                  |                        |
| 1957                                     | 4. August 1957  | Buck Baker         | 1957er Chevrolet | $ 1.000         | 101,2            | 83,064                 |
| The Glen 151.8                           |                 |                    |                  |                 |                  |                        |
| 1964                                     | 19. Juli 1964   | Billy Wade         | 1964er Mercury   | $ 1.425         | 151,8            | 97,988                 |
| 1965                                     | 18. Juli 1965   | Marvin Panch       | 1965er Ford      | $ 6.395         | 151,8            | 98,182                 |
| The Budweiser At The Glen                |                 |                    |                  |                 |                  |                        |
| 1986                                     | 10. August 1986 | Tim Richmond       | Chevrolet        | $ 50.955        | 218,52           | 90,463                 |
| 1987                                     | 10. August 1987 | Rusty Wallace      | Pontiac          | $ 52.925        | 218,52           | 90,682                 |
| 1988                                     | 14. August 1988 | Ricky Rudd         | Buick            | $ 49.625        | 218,52           | 74,096                 |
| 1989                                     | 13. August 1989 | Rusty Wallace      | Pontiac          | $ 56.400        | 218,52           | 87,242                 |
| Budweiser At The Glen                    |                 |                    |                  |                 |                  |                        |
| 1990                                     | 12. August 1990 | Ricky Rudd         | Chevrolet        | $ 55.000        | 218,52           | 92,452                 |
| 1991                                     | 11. August 1991 | Ernie Irvan        | Chevrolet        | $ 64.850        | 218,52           | 98,977                 |
| 1992                                     | 9. August 1992  | Kyle Petty         | Pontiac          | $ 50.895        | 125,15           | 88,980                 |
| 1993                                     | 8. August 1993  | Mark Martin        | Ford             | $ 166.110       | 220,86           | 84,771                 |
| The Bud At The Glen                      |                 |                    |                  |                 |                  |                        |
| 1994                                     | 14. August 1994 | Mark Martin        | Ford             | $ 85.100        | 220,86           | 93,752                 |
| 1995                                     | 13. August 1995 | Mark Martin        | Ford             | $ 95.290        | 220,86           | 103,030                |
| 1996                                     | 11. August 1996 | Geoffrey Bodine    | Ford             | $ 88.740        | 220,86           | 92,334                 |
| 1997                                     | 10. August 1997 | Jeff Gordon        | Chevrolet        | $ 139.120       | 220,86           | 91,294                 |
| 1998                                     | 9. August, 1998 | Jeff Gordon        | Chevrolet        | $ 152.970       | 220,86           | 94,466                 |
| Frontier @ the Glen                      |                 |                    |                  |                 |                  |                        |
| 1999                                     | 15. August 1999 | Jeff Gordon        | Chevrolet        | $ 119.860       | 220,86           | 87,722                 |
| Global Crossing @ the Glen               |                 |                    |                  |                 |                  |                        |
| 2000                                     | 13. August 2000 | Steve Park         | Chevrolet        | $ 124.870       | 220,86           | 91,336                 |
| Global Crossing at the Glen              |                 |                    |                  |                 |                  |                        |
| 2001                                     | 12. August 2001 | Jeff Gordon        | Chevrolet        | $ 173.402       | 220,86           | 89,081                 |
| Sirius Satellite Radio at the Glen       |                 |                    |                  |                 |                  |                        |
| 2002                                     | 11. August 2002 | Tony Stewart       | Pontiac          | $ 165.303       | 220,86           | 82,208                 |
| 2003                                     | 10. August 2003 | Robby Gordon       | Chevrolet        | $ 156.272       | 220,86           | 90,441                 |
| Sirius at the Glen                       |                 |                    |                  |                 |                  |                        |
| 2004                                     | 15. August 2004 | Tony Stewart       | Chevrolet        | $ 195.288       | 220,86           | 92,249                 |
| Sirius Satellite Radio at the Glen       |                 |                    |                  |                 |                  |                        |
| 2005                                     | 14. August 2005 | Tony Stewart       | Chevrolet        | $ 269.006       | 225,77           | 86,804                 |
| AMD at the Glen                          |                 |                    |                  |                 |                  |                        |
| 2006                                     | 13. August 2006 | Kevin Harvick      | Chevrolet        | $ 223.161       | 220,86           | 76,718                 |
| Centurion Boats at the Glen              |                 |                    |                  |                 |                  |                        |
| 2007                                     | 12. August 2007 | Tony Stewart       | Chevrolet        | $ 239.286       | 220,5            | 77,535                 |
| 2008                                     | 10. August 2008 | Kyle Busch         | Toyota           | $ 227.000       | 220,5            | 97,148                 |
| Heluva Good! Sour Cream Dips at the Glen |                 |                    |                  |                 |                  |                        |
| 2009                                     | 10. August 2009 | Tony Stewart       | Chevrolet        | $ 234.648       | 220,5            | 90,297                 |
| 2010                                     | 8. August 2010  | Juan Pablo Montoya | Chevrolet        | $ 247.306       | 220,5            | 91,960                 |
| 2011                                     | 15. August 2011 | Marcos Ambrose     | Ford             | $ 217.741       | 225,4            | 99,417                 |
| Finger Lakes 355 at The Glen             |                 |                    |                  |                 |                  |                        |
| 2012                                     | 12. August 2012 | Marcos Ambrose     | Ford             | $ 259.558       | 220,5            | 98,145                 |
| Cheez-It 355 at The Glen                 |                 |                    |                  |                 |                  |                        |
| 2013                                     | 11. August 2013 | Kyle Busch         | Toyota           | $ 236.658       | 220,5            | 87,001                 |
| 2014                                     | 10. August 2014 | A. J. Allmendinger | Chevrolet        | $ 214.173       | 220,5            | 90,123                 |
| 2015                                     | 9. August 2015  | Joey Logano        | Ford             | $ 263.723       | 220,5            | 91,420                 |

1. ↑  51 Runden / 125,12 Meilen wegen Regen
2. ↑  92 Runden / 225,77 Meilen wegen Green-White-Checkered-Regel
3. ↑  92 Runden / 225,77 Meilen wegen Green-White-Checkered-Regel